# Caïd
Een caïd (Arabisch: قائد, qāʾid) is in Marokko een lokale gezagsdrager die optreedt als vertegenwoordiger van het ministerie van Binnenlandse Zaken in een specifiek administratief gebied, doorgaans in rurale regio’s. De functie heeft zowel een historische als een hedendaagse bestuurlijke betekenis en is vergelijkbaar met een districtshoofd of subprefect.

## Oorsprong en betekenis
Het woord caïd is afgeleid van het Arabische qāʾid, wat “aanvoerder” of “leider” betekent. De term wordt in meerdere landen in de Maghreb-regio gebruikt, maar heeft in Marokko een specifiek bestuurskundig karakter gekregen.

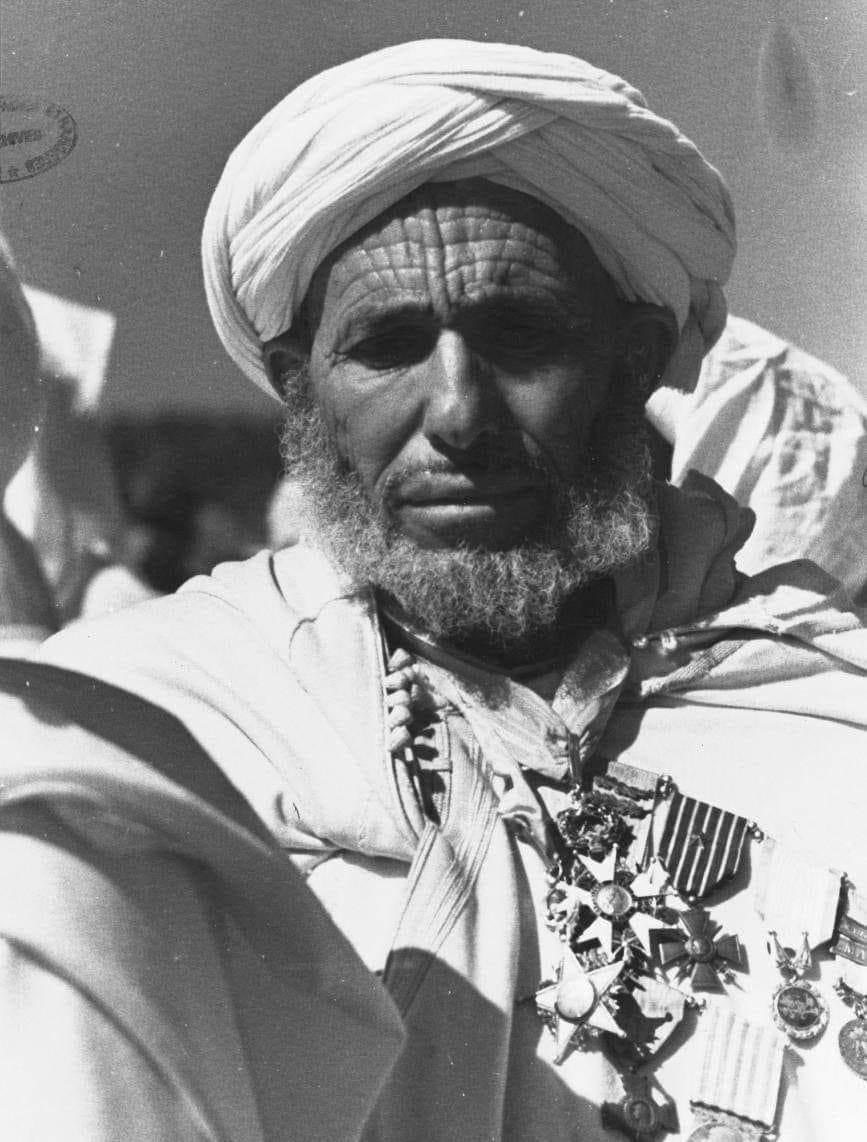
Representatie van een Caïd

## Historische achtergrond
In de prekoloniale periode traden caïds op als vertegenwoordigers van de sultan in perifere gebieden. Zij combineerden civiele, militaire en fiscale macht, en hadden aanzienlijke autonomie, vooral in tribale en bergachtige gebieden. Sommige caïds ontwikkelden zich tot invloedrijke regionale machthebbers, zoals caïd Goundafi in de Hoge Atlas.
Tijdens het Franse protectoraat (1912–1956) bleef het caïd-systeem grotendeels behouden als onderdeel van het indirect bestuur, waarbij lokale gezagsdragers onder toezicht van Franse residenten hun macht bleven uitoefenen. Dit systeem diende het koloniale bestuur door lokale elites in stand te houden.

## Hedendaagse functie
Na de onafhankelijkheid van Marokko in 1956 werd het systeem hervormd, maar de titel caïd bleef bestaan als een formele ambtelijke rang binnen het ministerie van Binnenlandse Zaken. De caïd is verantwoordelijk voor:
- Het handhaven van de openbare orde.
- Toezicht op lokale administraties.
- Samenwerking met andere overheidsdiensten.
- Voorbereiding van verkiezingen.
- Informele bemiddeling bij lokale conflicten.

Een caïd werkt doorgaans onder een gouverneur (wali) of pacha, en geeft leiding aan lagere functionarissen zoals sjeiks en muqaddams.

## Administratieve hiërarchie
De caïd staat in de bestuurlijke structuur tussen de pacha (die meestal in stedelijke gebieden opereert) en de sjeik (verantwoordelijk voor kleinere dorpen of stammen). Samen vormen zij de ruggengraat van het lokale bestuursapparaat.

## Vergelijkbare functies
In andere landen in Noord-Afrika bestaan vergelijkbare functies:
- In Tunesië en Libië werd de titel qaid eveneens gebruikt voor lokale leiders.
- In Algerije had de caïd eveneens een bestuursrol tijdens de Franse overheersing.

Hoewel het woord ook in bredere Arabische contexten wordt gebruikt (bijvoorbeeld voor militaire bevelhebbers), heeft het in Marokko een specifieke civiel-bestuurlijke betekenis behouden.